# Berliner Gerichts-Zeitung
Die Berliner Gerichts-Zeitung war eine Tageszeitung, die von 1853 bis 1898 mehrfach die Woche im Verlag von Gustav Behrend, Charlottenstraße 27 in Berlin, erschien. Das Motto auf der Titelseite lautete „Das Gesetz unsere Waffe, Gerechtigkeit unser Ziel“, später „Das Gesetz unsre Waffe, Gerechtigkeit unser Ziel“.